# Zgornjesavska dolina
Zgornjesavska dolina (imenovana tudi samo Dolina) je alpska dolina, po kateri teče reka Sava Dolinka. Po Gamsovi pokrajinsko-ekološki členitvi Slovenije spada v Alpsko Slovenijo. V dolini so naselja Moste, Potoki, Blejska Dobrava, Lipce, Koroška Bela, Slovenski Javornik, Javorniški Rovt, Podkočna, Kočna, Jesenice, Prihodi, Planina pod Golico, Plavški Rovt, Hrušica, Dovje, Mojstrana, Belca, Srednji Vrh, Gozd Martuljek, Kranjska Gora, Rateče in Podkoren.

## Geografija
Dolina se prične pri razvodju v Ratečah (n.m.v. 870 m) in konča pri Mostah (n.m.v. 560 m). Je naravnogeografska meja med Julijskimi Alpami in Karavankami. Nastala je na osnovi Savskega preloma, ki poteka po sredi doline. Kasnejše geomorfološke oblike doline so v največji meri posledica delovanja rek in ledenikov. Z obeh pogorij se v dolino priključujejo številne druge manjše alpske doline.

## Gospodarstvo
Včasih je bilo to področje znano po kmetijstvu, toda danes prevladujeta industrija in turizem.

## Urbanizem
Največji naselji v dolini sta Jesenice in Kranjska Gora, ki sta tudi sedeža občin.